# Thomas Lubanga
Thomas Lubanga Dyilo (ur. 29 grudnia 1960 w Jiba, prowincja Ituri) – był założycielem i liderem Unii Kongijskich Patriotów (ang. Union of Congolese Patriots – UPC), milicji powstałej w 2000 roku w prowincji Ituri, w północnej części Demokratycznej Republiki Konga. W wyniku licznych naruszeń praw człowieka przeciw cywilom i wojskom pokojowym ONZ (United Nations Organization Mission in the Democratic Republic of the Congo) został aresztowany przez Międzynarodowy Trybunał Karny, którego jest pierwszym osądzanym w Hadze, Holandia. Trybunał zarzuca mu, że od lipca 2002 do końca 2003 roku rekrutował dzieci jako żołnierzy i wykorzystywał je do walki w krwawej wojnie domowej. 14 marca 2012 Międzynarodowy Trybunał Karny orzekł, iż Lubunga był winny werbowania dzieci do wojska i zmuszania ich do walki.
W trakcie procesu ustalono, że prokuratura Międzynarodowego Trybunału Karnego ukrywała dowody przed obroną, uniemożliwiając jej skuteczną obronę podsądnego. Szereg zeznań dzieci podających się za ofiary Lubangi okazało się fałszywych i powstała dzięki temu, że prokuratura wynajęła pośredników do poszukiwań i przesłuchiwań potencjalnych ofiar, którzy finansowali świadków i nakłaniali ich do nieprawdziwych a obciążających Lubangę zeznań. Tym niemniej Trybunał wydał wyrok, bazując na innych zeznaniach, co do których nie było dowodów fałszowania. 10 lipca 2012 został skazany na 14 lat więzienia.